# Семендяево (Калужская область)
Семендяево — деревня в Малоярославецком муниципальном районе Калужской области в составе сельского поселения «Село Недельное».
В 1859 году у деревни Семендяево Малоярославецкого уезда Калужской губернии при ручье Рябиновке числится владелец. Население  при 23 дворах: 103 мужчины и 95 женщин.
В 1914 году в деревне Семендяево Башмаковской волости Малоярославецкого уезда проживало 193 мужчины и 209 женщин (402 человека).

## Население
| 2002 | 2010 |
| ---- | ---- |
| 19   | ↘8   |